# برآرایی بخار هیدرید
اپیتکسی فاز بخار هیدرید (به انگلیسی: Hydride vapour phase epitaxy) گونه‌ای اپیتکسی است که در ساخت گونه‌هایی از نیمه‌رساناها مانند GaN، GaAs، InP کاربرد دارد. گازهای بکار رفته معمولاً شامل آمونیاک، هیدروژن، کلرید هستند.